# Hounslow West (London Underground)

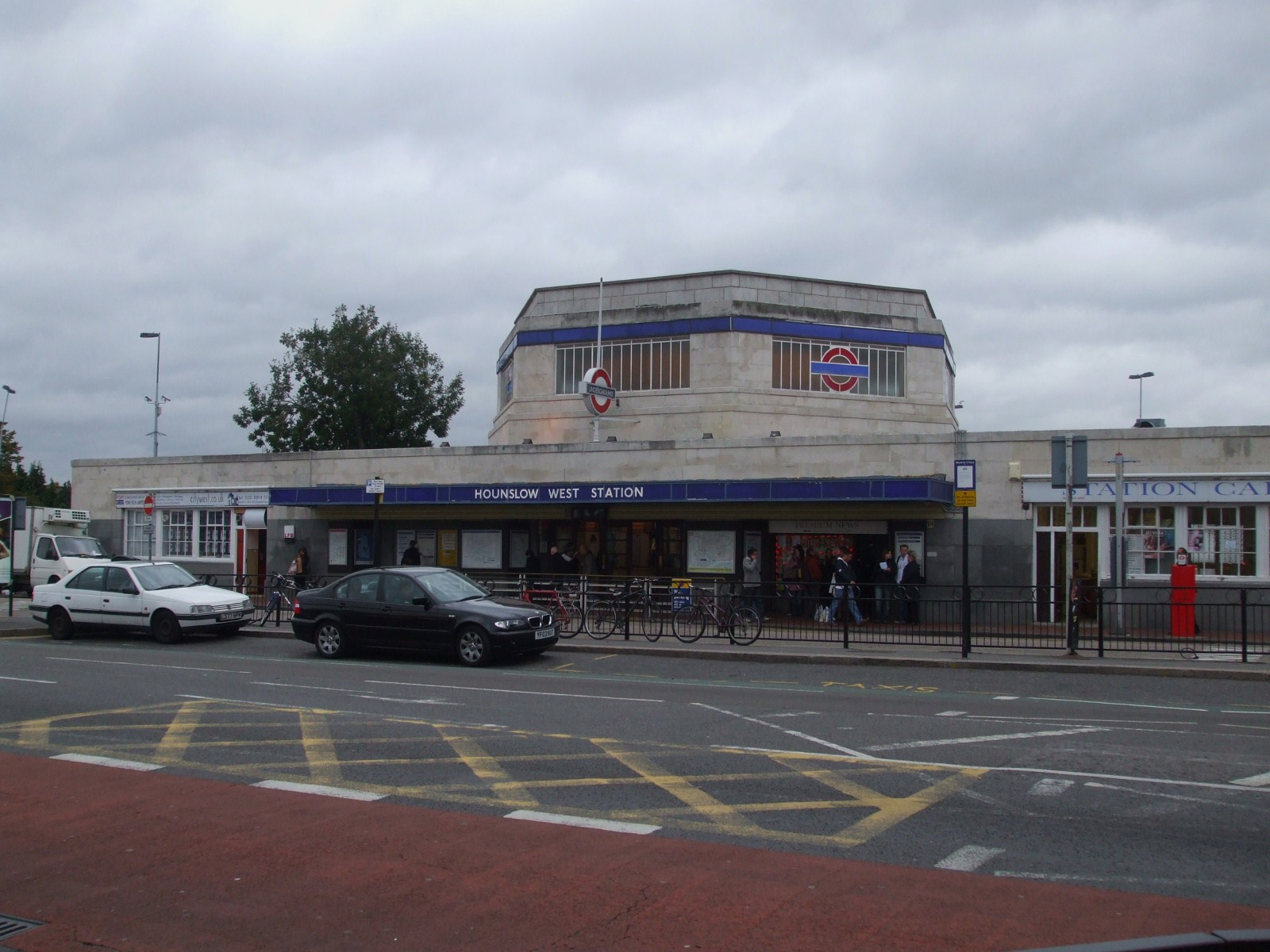
Stationsgebäude

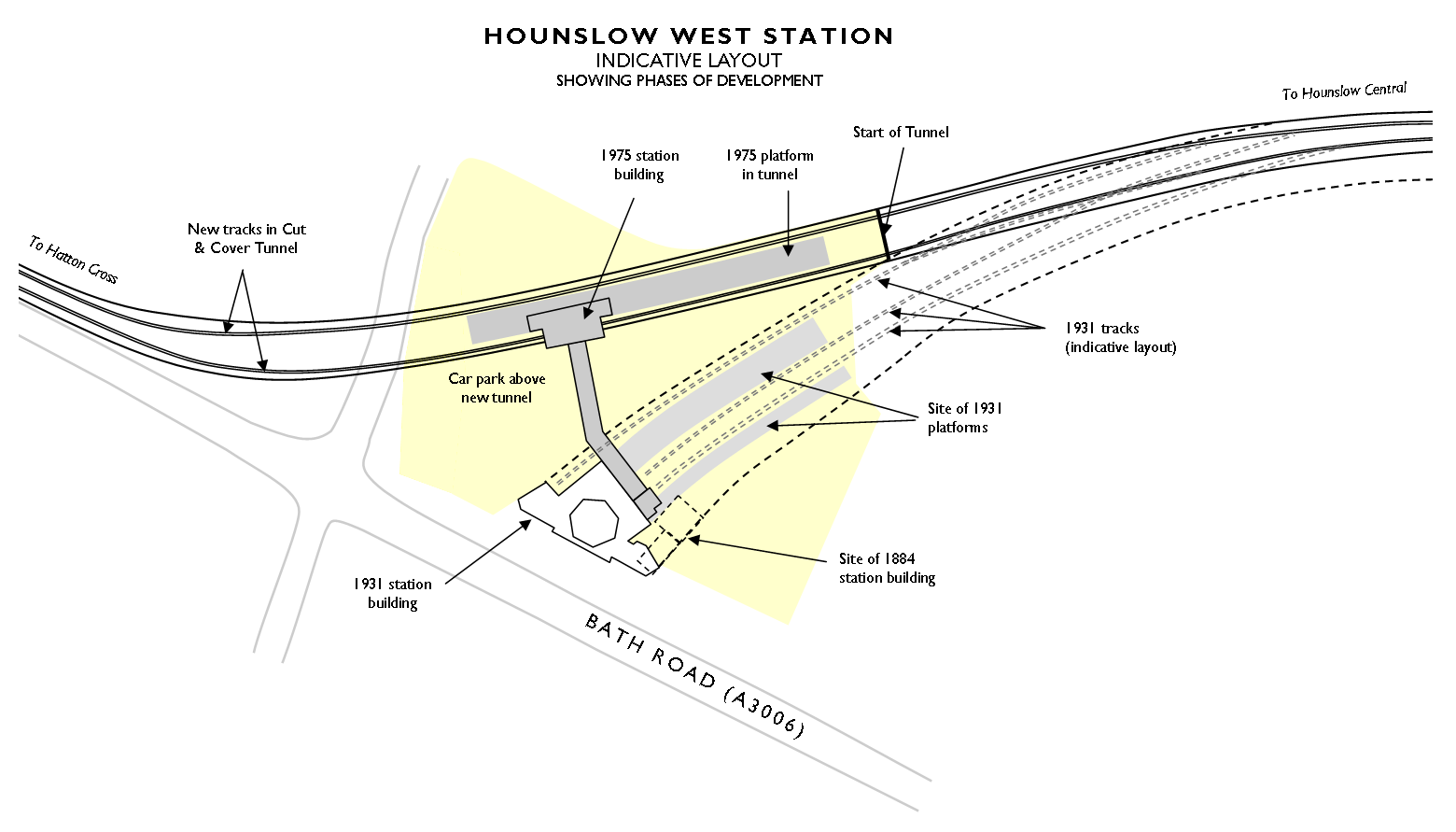
Plan der alten und neuen Station

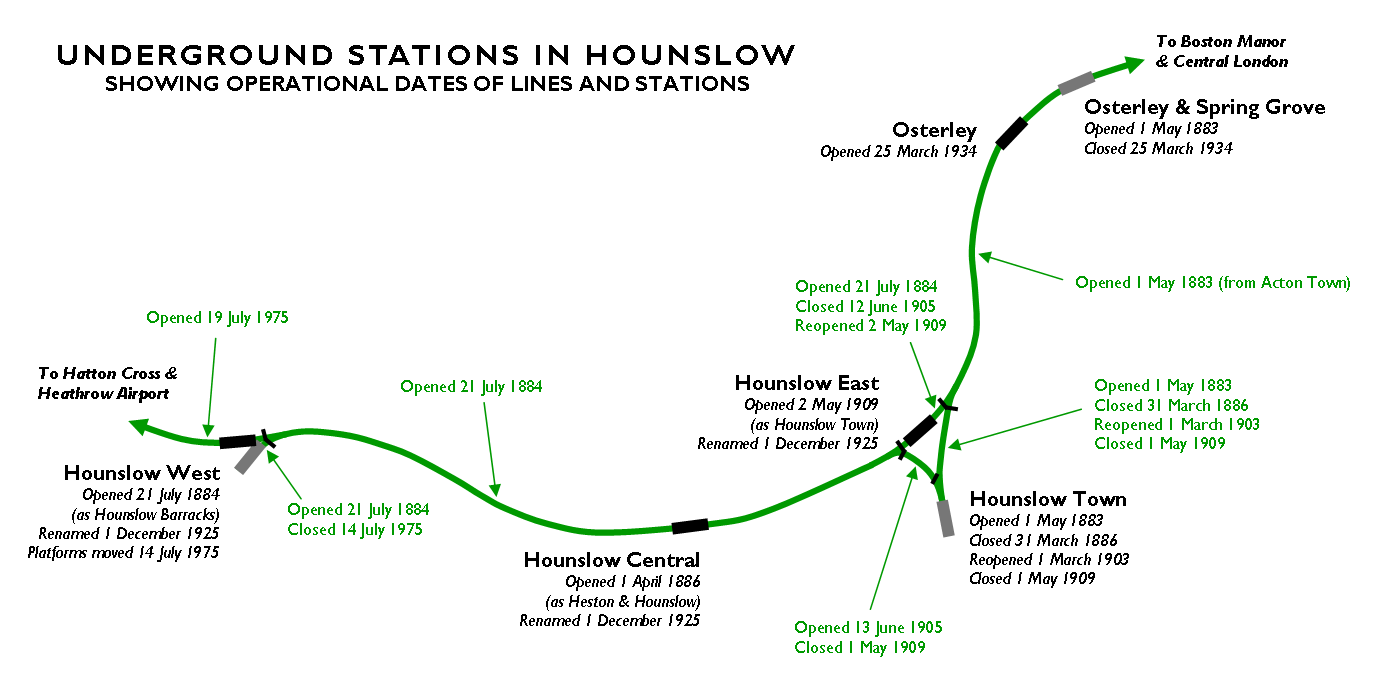
U-Bahn-Stationen in Hounslow

Hounslow West ist eine oberirdische Station der London Underground im Stadtbezirk London Borough of Hounslow. Sie liegt in der Travelcard-Tarifzone 5 an der Bath Road. Im Jahr 2013 nutzten 3,34 Millionen Fahrgäste diese von der Piccadilly Line bediente Station.

## Geschichte
Die Eröffnung der Station Hounslow Barracks erfolgte am 21. Juli 1884, als die Metropolitan District Railway (MDR; Vorgängergesellschaft der District Line) von Acton Town aus eine Zweigstrecke bis hierhin in Betrieb nahm. Sie war westlich von Osterley zunächst eingleisig gebaut worden, da die damals geringe Bevölkerungsdichte einen weitergehenden Ausbau noch nicht rechtfertigte. Das einzige nennenswerte Verkehrsaufkommen generierte die nahe gelegene Kaserne (engl. barracks). Die Elektrifizierung der Strecke war am 13. Juni 1905 abgeschlossen und am 1. Dezember 1925 erhielt die Station ihren heutigen Namen.
Im April 1929 war der Ausbau auf Doppelspur vollendet und der Seitenbahnsteig durch einen Inselbahnsteig ersetzt worden. Das ursprüngliche Stationsgebäude wurde abgerissen und unter der Leitung des Architekten Charles Holden entstand ein repräsentativer, mit Granit und Kalkstein verkleideter Neubau, dessen Einweihung am 5. Juli 1931 stattfand. Am 13. März 1933 hielten erstmals auch Züge der Piccadilly Line. Seit dem 9. Oktober 1964 ist sie die einzige Linie auf dem Abschnitt westlich von Acton Town, da die District Line verkürzt wurde.
Ab den frühen 1960er Jahren nahmen die Fahrgastfrequenzen immer stärker zu, denn Hounslow West lag am nächsten zum Flughafen London-Heathrow, der sich rund fünf Kilometer weiter westlich befindet. Im Oktober 1971 begann der vollständige Umbau der Anlagen, der die Verlegung der Bahnsteige unter die Erdoberfläche mit sich brachte. Ab 19. Juli 1975 verkehrten die Züge weiter nach Hatton Cross. Das Stationsgebäude aus den 1930er Jahren blieb erhalten und steht seit 1994 unter Denkmalschutz (Grade II).